# STS-31
STS-31 är det 35:e uppdraget i NASA:s rymdfärjeprogram. Discovery lyfte från Pad-39B vid Kennedy Space Center 24 april 1990 för sin tionde rymdfärd. I lastutrymmet fanns bland annat rymdteleskopet Hubble och en IMAX-kamera.
Efter drygt fem dagar i omloppsbana runt jorden återinträdde rymdfärjan i jordens atmosfär och landade vid Edwards Air Force Base i Kalifornien.

## Besättning
1. Loren J. Shriver (2), befälhavare.
2. Charles F. Bolden (2), pilot
3. Steven A. Hawley (3), uppdragsspecialist 1
4. Bruce McCandless (2), uppdragsspecialist 2
5. Kathryn D. Sullivan (2), uppdragsspecialist 3

## Väckningar
Under Geminiprogrammet började NASA spela musik för besättningar och sedan Apollo 15 har man varje "morgon" väckt besättningen med ett särskilt musikstycke, särskilt utvalt antingen för en enskild astronaut eller för de förhållanden som råder.
| Dag | Låt                  | Artist/Kompositör        |
| --- | -------------------- | ------------------------ |
| 2   | "Space is Our World" | Private Numbers          |
| 3   | "Shout"              | Otis Day and the Knights |
| 4   | "Kokomo"             | Beach Boys               |
| 5   | "Cosmos"             | Frank Hayes              |
| 6   | "Rise and Shine"     | Raffi                    |